# Robert MacCarthy
Revd Tiến sĩ Robert Brian MacCarthy là một giáo sĩ trong Giáo hội Ireland. Ông là Trưởng khoa của Nhà thờ Saint Patrick, Dublin từ năm 1999 cho đến khi nghỉ hưu vào tháng 1 năm 2012.
Sinh năm 1940, MacCarthy được đào tạo tại trường Cao đẳng St. Columbiaa ở Rathfarnham, Dublin. Ông tiếp tục nghiên cứu của mình tại Trinity College Dublin, St John's College Cambridge, Trinity College, Oxford và Cuddesdon Theological College.
Ông đã nhận được bằng tiến sĩ về môn lịch sử Ailen thế kỷ 19 từ Trinity College năm 1983. Trước khi xuất gia năm 1979, ông đã trải qua mười hai năm quản trị đại học tại Đại học Reading, Đại học Queen's Belfast và Trinity College Dublin, nơi ông trở thành Trợ lý Bộ trưởng. Ông trở thành giám tuyển của Carlow vào năm 1979, một bài viết ông giữ cho đến năm 1981 khi ông được bổ nhiệm làm Thủ thư của Pusey House, Oxford và Fellow của St Cross College. Năm 1982, ông được bổ nhiệm làm tu sĩ trưởng tại Bracknell New Town.
Từ năm 1986 đến năm 1988, ông là Giám mục tu sĩ tại Nhà thờ St Canice, Kilkenny. Ông trở thành Hiệu trưởng của Castlecomer, Co. Kilkenny vào năm 1988. Từ năm 1995, ông là Hiệu trưởng Nhà thờ Đại học St Nicholas, Galway và Provost of Tuam. Ông là thành viên hiến chương từ năm 1994, với tư cách là Người dự bị của Monmohenock.
Ông được bầu làm Trưởng khoa St Patrick's năm 1999. Robert MacCarthy đã nghỉ hưu từ vị trí Trưởng khoa của Nhà thờ St Patrick vào ngày 25 tháng 1 năm 2012.
Các ấn phẩm của ông bao gồm The Estates of Trinity College Dublin (Nhà xuất bản Dundalgan, 1992)  và Cổ đại và Hiện đại: Lịch sử ngắn về Nhà thờ Ireland (Four Courtts Press, 1995) . Gần đây, ông đã viết tiểu sử của John Henry Bernard (Nhà xuất bản Linden, 2008).
MacCarthy đã trở nên nổi tiếng với những ý kiến gây tranh cãi và thần học tự do. Ông là một nhà vô địch của cuộc đối thoại đại kết và trong thời gian ông là một người Công giáo La Mã và một cựu Người điều hành của Giáo hội Trưởng lão đã được bầu vào Hiến Chương 24 người của nhà thờ. Sau khi bày tỏ nghi ngờ về tính hợp lệ của một số câu Kinh thánh Tân Ước trong thế giới hiện đại của chúng ta, người ta đặt vấn đề đối với dòng chính thống mà Tiến sĩ MacCarthy đã tuyên bố chính thống.
Vào tháng 10 năm 2005, ông đã trình một bài giảng xuất hiện dưới hình thức rút gọn trên Thời báo Ailen vào ngày 13 tháng 10 năm 2005. Nó đã gây tranh cãi, với một nhà bình luận trong Tạp chí The Brandma  đặt tên cho nó là đóng triện củ khoai vào lỗ đít. MacCarthy đã chỉ trích Taoiseach Bertie Aotta khi đó đã ban một lời mời công khai tới một buổi tiếp tân của Nhà nước cho Hồng y Desmond Connell vào năm 2001 với tên chung của Taoiseach và đối tác sau đó của ông. MacCarthy đã từ chối tham dự và nhận được hơn 300 thư ủng hộ, nhiều người từ Công giáo La Mã.
Vào tháng 4 năm 2008 trong một lá thư gửi cho Thời báo Ailen, ông đã đề cập đến người Hồi giáo và người Ấn giáo truyền giáo cho con cái họ kiểu 'sùng bái'. Ở St Patrick, ông đã bị kiểm duyệt bởi cả hai, ban biên tập và hiến chương. Năm 2011, ông đã mời tất cả bảy ứng cử viên tổng thống ủng hộ đề nghị của ông rằng St Patrick sẽ trở thành một nhà thờ đại kết quốc gia cho tất cả các Kitô hữu ở Ireland.

### Trích dẫn
1. ↑  MacCarthy 1992.
2. ↑  MacCarthy 1995.
3. ↑  MacCarthy 2008.
4. ↑  “Religions, Spirituality Religion Collectibles with cheap Religions, Spirituality”. Irishangle.net. Bản gốc lưu trữ ngày 30 tháng 9 năm 2011. Truy cập ngày 27 tháng 12 năm 2011.
5. ↑  The Brandsma Review
6. ↑  http://www.independent.ie/opinion/analysis/eamon-delaney-in-swiftian-tradition-dean-fires-parting-shot-3002926.html
7. ↑  Faith teaching in schools[liên kết hỏng]
8. ↑  “Bản sao đã lưu trữ”. Bản gốc lưu trữ ngày 25 tháng 10 năm 2011. Truy cập ngày 11 tháng 3 năm 2020.
9. “Retirement of Dean of St Patrick's | Church News Ireland”. churchnewsireland.org. Church News Ireland.
10. “New Dean appointed to St Patrick's Cathedral”. rte.ie (bằng tiếng Anh). RTE. ngày 28 tháng 2 năm 2012.